# Белорусский государственный университет транспорта
Белорусский государственный университет транспорта (бел. Беларускі дзяржаўны ўніверсітэт транспарту), БелГУТ (бел. БелДУТ), (до 1993 года — Белорусский институт инженеров железнодорожного транспорта, БелИИЖТ, БИИЖТ) — ведущее высшее учебное и научно-исследовательское заведение транспортного и строительного комплекса Беларуси.

## История и современность
Основан в 1953 году и расположен в г. Гомеле. За минувшие годы подготовлено свыше 27 тысяч инженеров, бакалавров и магистров. В настоящее время в университете обучаются около 10 тысяч студентов всех форм обучения.
Подготовку кадров на 9 факультетах ведут свыше 300 преподавателей, в том числе 150 профессоров и доцентов. В составе университета функционируют Институт повышения квалификации, Научно-исследовательский институт железнодорожного транспорта, 3 филиала - колледжи железнодорожного транспорта в Бресте, Гомеле и Орше.

## Факультеты[4]
- Военно-транспортный факультет (начальник — м. в. н., подполковник Ляпоров Дмитрий Викторович)
- Заочный (декан — к. т. н., доцент Пигунов Владимир Владимирович)
- Механический (декан — к. т. н., доцент Лодня Вячеслав Александрович)
- Обучения иностранных граждан (декан — к. т. н., доцент Власюк Татьяна Аркадьевна)
- Промышленного и гражданского строительства (декан — к. т. н., доцент Ташкинов Анатолий Германович)
- Строительный (декан — к. э. н., доцент Царенкова Ирина Михайловна)
- Управление процессами перевозок (декан — к. т. н., доцент Кекиш Наталья Анатольевна)
- Электротехнический (декан — к. т. н., доцент Сатырёв Фёдор Ефимович)
- Экономики и бизнес-технологий (декан — к. э. н., доцент Шиболович Валерия Валерьевна)